# Tatjana Dmitrijewna Lessowaja
Tatjana Dmitrijewna Lessowaja (russisch Татьяна Дмитриевна Лесовая, engl. Transkription Tatyana Lesovaya, geb. Стародубцева – Starodubzewa – Starodubtseva; * 24. April 1956 in Taldykorgan, Kasachische SSR) ist eine ehemalige sowjetische Diskuswerferin. Ihre Tochter Marija Teluschkina war für Kasachstan ebenfalls als Diskuswerferin aktiv.
Bei den Olympischen Spielen 1980 in Moskau gewann sie mit 67,40 m Bronze hinter Evelin Jahl aus der DDR (69,96 m) und Marija Petkowa aus Bulgarien (67,90 m).
1982 wurde sie sowjetische Meisterin. Im selben Jahr stellte sie am 13. September in Alma-Ata mit 68,18 m ihre persönliche Bestweite auf.